# Szakszolgálati engedély
A szakszolgálati engedély a pilótajogosítvány – illetve tágabb értelemben a repülőszakmával kapcsolatos összes engedély – hivatalos megnevezése. A repülési zsargonban röviden „szakszó”-nak hívják (a továbbiakban: engedély). Megszerzéséhez elengedhetetlen feltétel a repülőorvosi vizsgálat alkalmas minősítése. A pilótáknak illetve a repülésben dolgozóknak kortól függően egyre gyakrabban kell ilyen vizsgálaton résztvenniük. A pilóták engedélyét felszállósúly, repülőgéptípus, repülőgépmotorok száma, repülési körülmények és repülési feladatok szerint kategorizálják. Minden repülőgépfajtához, legyen az aerostatikus (hőlégballon), vagy aerodinamikus merevszárnyas (vitorlázó és motoros repülőgép), illetve forgószárnyas (helikopter), külön kategóriavizsgával és – az elvégzendő feladatok szerint – az adott repülőgépre konkrét típusvizsgával kell rendelkeznie a pilótának és a kiszolgálószemélyzetnek, szerelőknek egyaránt. A hivatalos megnevezés szerint a magáncélú repülésekhez a „PPL”, azaz a Private Pilot Licence szükséges, amely engedélytípus további kategóriákra van osztva.
2012. április 8-án az Európai Unióban – így Magyarországon is – hatályba lépett a polgári légi közlekedéshez kapcsolódó műszaki követelmények és igazgatási eljárások rögzítéséről szóló 1178/2011/EU európai bizottság rendelet (Part-FCL), aminek következtében azóta Magyarországon is az Európai Unió egész területén elfogadható szakszolgálati engedélyt bocsátanak ki. (A légiközlekedési szakszemélyzet szakszolgálati engedélyeiről szóló 5/2001. (II. 6.) KöViM rendelet és a hajózó személyzet képzéséről és szakszolgálati engedélyéről 32/2009. (VI. 30.) KHEM rendelet csak a nemzeti jogosításokra maradnak érvényben ideiglenes jelleggel, a Part-FCL teljeskörű bevezetéséig.

## Szakszolgálati engedélyhez kapcsolódó fogalmak

### Engedélytípusok
A szakszolgálati engedély szükséges a repülésben tevékenykedő összes szakember számára, tehát például a műszaki személyzet, az irányítók, az üzembentartók, utaskísérők stb. mind-mind csak a képesítésüknek megfelelő engedély birtokában végezhetik a munkájukat. Az engedély részletesen meghatározza a tulajdonosa számára végezhető feladatokat.
Többféle szakszolgálati engedély kategória létezik, mind merev, mint forgószárnyú légijárművekre. Ilyenkor az engedély típusát annak rövidítésével, a légijármű-kategóriát a mögötte zárójelben lévő betűjelzéssel különböztetik meg. Így például a PPL(A) - repülőgépekre érvényes magánpilóta szakszolgálati engedélyt jelent, a CPL(H) helikopterekre érvényes kereskedelmi szakszolgálati engedélyt, a PPL(B) - ballonokra érvényes magánpilóta szakszolgálati engedélyt. :
- korábban SPL - Student Pilot License, azaz növendék (tanuló) pilóta szakszolgálati engedély, az első egyedülrepülésekhez szükséges. Feltétele: elméleti tananyagból tett sikeres vizsga. Ez ma már nincs, a növendék-pilótának egy érvényes orvosi minősítést és az adott repülésre való felhatalmazást kell magánál tartania az FCL.045 pontja szerint.
- LAPL - Light Aircraft Pilot License. A Part-FCL FCL.105 pontja szerint "A repülőgépre vonatkozó LAPL engedélyesének jogosultságai parancsnokpilóta-feladatkör ellátására terjednek ki a legfeljebb 2 000 kg engedélyezett felszállótömegű egymotoros, dugattyús repülőgépek és/vagy motoros vitorlázó repülőgépek esetében, ha azok legfeljebb három utast szállítanak, vagyis a légi jármű fedélzetén négy személynél több egyidejűleg soha nem lehet." Ez kiterjed minden legfeljebb 2 tonna felszállótömegű repülőgépre, vagyis az UL-ekhez is LAPL engedély lesz szükséges.
- PPL - Private Pilot License. Magánpilóta szakszolgálati engedély. A Part-FCL FCL.205.A pontja szerint A PPL(A)-engedélyes jogosultságai a nem kereskedelmi célból üzemeltetett repülőgépeken vagy motoros vitorlázókon parancsnokpilóta- vagy másodpilóta-feladatkör nem díjazás ellenében történő ellátására terjednek ki, azonban repülésoktatásért vagy vizsgáztatásért a PPL engedélyes részesülhet díjazásban.
- CPL - Commercial Pilot License. Kereskedelmi szakszolgálati engedély. A tulajdonosa jogosult az LAPL- és a PPL-engedélyes összes jogosultságainak gyakorlására, a parancsnokpilóta- vagy másodpilóta-feladatkör ellátására bármely, a kereskedelmi célú légi fuvarozáson kívüli üzemeltetésben alkalmazott légi járművön, valamint parancsnokpilóta-feladatkör és másodpilótai feladatok ellátására a kereskedelmi célú légi fuvarozásban, bármely egypilótás légi járművön, az FCL.060 pont szerint.
- ATPL - Airline Transport Pilot License. Légitársasági pilóta szakszolgálati engedély. Az ATPL engedélyes jogosult mindarra, amire az LAPL, a PPL és a CPL-engedélyesek, valamint parancsnokpilóta-feladatkör ellátására a többpilótás kereskedelmi célú légi fuvarozásban részt vevő légi járműveken. Tehát légitársaságnál a kapitánynak ATPL-lel kell rendelkeznie, az első tiszt rendelkezhet ATPL-lel, illetve CPL-lel is, ha az ATPL(A) elméleti vizsgáját teljesítette az FCL.720.A szerint.
- Repülőgép műszaki személyzeteknek (szerelők, műszerészek) a 2042/2003/EK európai bizottsági rendelet III. függeléke (Part-66) szerinti műszaki szakszolgálati engedéllyel kell rendelkezniük. Ilyen engedélyt a 2042/2003/EK Rendelet IV. függeléke (Part-147) szerint minősített oktató szervezeteknél lehet szerezni, 3-5 éves (körülményektől függ) gyakorlat után. A gyakorlati követelményeket a Rendelet 66.A.30 pontja tartalmazza.

### Jogosítások
- SEP (Single Engine Piston) – egymotoros, dugattyús repülőgép osztályjogosítás. Ez érvényes minden egymotoros dugattyús hajtóművel felszerelt légijárműre, a szakszolgálati engedély típusa szerint. Lehet szárazföldi vagy vízi repülőgépekre is osztályjogosítást szerezni.
- MEP (Multi Engine Piston) – többmotoros, dugattyús repülőgép osztályjogosítás. Ez érvényes minden többmotoros dugattyús hajtóművel felszerelt légijárműre, a szakszolgálati engedély típusa szerint. Mint a SEP esetén, ezt is lehet szárazföldi, vagy vízi repülőgépekre megszerezni. A tanfolyamhoz legalább egy PPL szükséges, valamint 70 óra parancsnokként repült idő.
- SET (Single Engine Turbine) – egymotoros, gázturbinás repülőgép osztályjogosítás.
- Éjszakai látvarepülési (NVFR – Night Visual Flight Rules). Ez további 5 óra repülésoktatás éjszaka, legalább 3 óra kétkormányos repüléssel (oktatóval), egy legalább 50 km-es útvonal repüléssel, valamint legalább öt egyedüli leszállást éjszaka, az FCL.810 pontjának megfelelően.
- Műszeres repülési (IR – Instrument Rating). Ezzel a jogosítással műszeres körülmények (IFR) közötti biztonságos repülést tanulják meg. Az IR tanulás előfeltétele min. 50 óra útvonalrepülési tapasztalat, és éjszakai repülési jogosítás az FCL.610 pontja szerint. A tanfolyam része egy elméleti tanfolyam (ha valaki ATPL elméleti vizsgával rendelkezik, az elméleti tanfolyam alól mentesül, bizonyos körülmények esetén a 3. függelék szerint.) A műszeres jogosítást külön meg lehet szerezni egy ill. többmotoros gépekre is.
- HPA (High Performance Aircraft) – nagy teljesítményű repülőeszköz. Ezek vezetéséhez min. 200 óra, CPL engedély, műszeres jogosítás (IR), az ATPL elméleti vizsgák letétele szükséges az FCL.720.A szerint
- Aerobatic (Műrepülő) jogosítás – legalább egy PPL, a szakszolgálati engedély megszerzése után 40 óra repülési tapasztalat a feltétele, az oktatás öt óra műrepülést foglal magában az FCL.800 pontja szerint.
- Towing (Vontató) jogosítás – legalább egy PPL, a szakszolgálati engedély megszerzése után 30 óra ill. 60 felszállás. A tanfolyam 10 gyakorlórepülést tartalmaz az FCL.805 pontja szerint.
- Mountain (Hegyvidéki) jogosítás – Egy hegyvidéki repülést végző szervezetnél elvégzett tanfolyam, a feltételeket az FCL.815 tartalmazza.
- Test (Berepülő) jogosítás – repülési tesztek elvégzésére jogosít. Legalább CPL engedély a feltétele, valamint műszerjogosítás (IR). Minimun 1000 óra repült idő, ebből 400 óra parancsnokként, az FCL.820-nak megfelelően.

### Oktatói jogosítások
Az oktatói jogosítások szabályozását a Part-FCL J. alrésze tartalmazza. Ezek az alábbiak:
- FI – Flight Instructor (Repülésoktató). Az FCL.915 szerint betöltött 18. életév, PPL szakszolgálati engedély, CPL elméleti vizsgák (LAPL oktatása esetén nem feltétel), min. 200 óra repült idő, amiből 150 óra parancsnokként, egy legalább 540 km-es útvonal, két leszállással. Ezután az oktatói tanfolyam 30 óra repülés, az FCL.930.FI pont szerint.
- TRI – Type Rating Instructor (Típusoktató). Adott típus oktatására jogosított oktató. A követelményeket az FCL.905.TRI pont szabályozza.
- CRI – Class Rating Instructor (Osztályjogosítás-oktató). Adott osztályjogosításra (SEP, SET, MEP) feljogosított oktató. A követelményeket az FCL.905.CRI pont szabályozza.
- IRI – Instrument Rating Instructor (Műszeresjogosítás-oktató). Műszerjogosításra jogosított oktató. A követelményeket az FCL.905.IRI pont szabályozza.

## Repülőorvosi vizsgálat
A repülőorvosi vizsgálat egy átfogó szűrőrendszer, amelyben megtalálható a labor (vérkép, vizelet, anyagcserefunkciók) vizsgálata, de szerepel a szervi funkciók vizsgálata is különös tekintettel a szív és keringési rendszer, a látás, a hallás, a belsőfül egyensúlyi szervei, illetve a motorikus rendszerek működésére és esetleges rendellenességeire. Vizsgálat tárgya továbbá a fogazat, a tüdőkapacitás, és az állóképesség is. A vizsgálatok eredményei eltérő súlyozással kerülnek "beszámításra" attól függően, hogy a pilóta milyen jellegű tevékenységet kíván végezni. A magánpilóta engedély (PPL) elbírálásakor például nem azonos jelentőséggel bír a fogazat állapota, mint mondjuk a katonai pilóták esetében. De más és más az elbírálási határa az egyes vizsgálatoknak a kereskedelmi pilóták (CPL) és a közforgalmi pilóták (ATPL), illetve az irányítók, utaskísérők, szerelők esetében is. A látásvizsgálat, amely az egyik legszigorúbb vizsgálat, például megengedheti a szemüveget egyes esetekben, de az aktuális határok közé beférő látásromlás foka és típusa mindig az érvényben lévő jogszabályokban van meghatározva. A pilótáknak kizáró ok minden olyan szervi vagy idegi rendellenesség, amely eszméletvesztéssel, ájulással járhat. Figyelembe veszik a család kórtörténetét is, itt elsősorban a szülők esetlegesen örökölhető betegségei vagy az azokhoz vezető hajlam lehet kérdéses. A vizsgálat érvényességi ideje – ami 24 és 6 hónap közötti intervallumban mozoghat – függ a pilóta tevékenységi körétől, illetve az életkorától.

## Egyéb repülőeszközök
Az előzőekben részletezett leírás a merevszárnyú repülőgépek szemszögéből mutatta be a létező kategóriákat és korlátozásokat, ám ugyanez a logikai felépítés figyelhető meg a forgószárnyas (helikopter) repülőgépekhez kapcsolódó kategóriáknál is. Ott úgyszintén megtalálható a – helikopteres sajátosságokhoz igazított – súlykorlátozás és az alkalmazott hajtómű(vek) szerinti csoportosítás, illetve a repülési körülmények szerinti kategorizálás. A hőlégballonok természetesen kivételek, hiszen a ballonos repülés jellegéből adódóan ott más irányelvek a mérvadóak, lévén ez nem aerodinamikus, hanem aerostatikus repülési forma, így létezik külön ballon engedély is.
Ezeken felül még számos más repülőeszköz van, amelyek külön-külön elbírálást és engedélyeket igényelnek, úgymint: siklóernyő, hátimotoros siklóernyő, gyalogsárkány, motoros sárkány, autogiro, kísérleti repülőgépek, űrrepülőgépek stb. Bármilyen repülő szerkezetről legyen is szó, mindegyiknek megvan a maga engedélyrendszere, illetve vizsga- és korlátozás-rendszere, amihez az adott repülőeszközt vezető pilótának teljes mértékben alkalmazkodnia kell.
A siklóernyők műszaki bevizsgálására az NKH egy szakszolgálati engedélyköteles eljárást hozott létre, az un. PRMDO 52. -t. A műszaki bevizsgálás megfelelő végzettséghez és tapasztalathoz kötött, az eljárás tartalmazza a követendő műszaki tartalmat.

## Angol fónia
A pilótaképzés kezdetével csak a magyar nyelvű rádiózást tanulják a növendékek, így ezzel automatikusan kilépési korlátozásuk is van az ország területéről, mivel idegen nyelvterületen az angol nyelvű – a szakmán belül „angol fóniának” nevezett – rádiókommunikáció a követelmény. Ha magáncéllal külföldre szeretne repülni a pilóta, le kell tennie az angol fónia vizsgát is. Ha külföldön kereskedelmi tevékenységet is szeretne folytatni, az angol fóniavizsga mellé még CPL-el is rendelkeznie kell stb. Tehát ezek a korlátozások érvényesek külföldön is. Az angol nyelvtudás előny az angol fónia megtanulásához, de nem helyettesíti azt. Az angol fónia elsősorban egy speciális kifejezéseket, fogalmazásbeli megkötéseket tartalmazó leírónyelv, amit a váltakozó irányú (fél-duplex) kétirányú kommunikáció sajátosságaihoz igazítottak.
Fontos megjegyezni, az angol fónia vizsga nem elég önmagában, a Part-FCL FCL.055 pontja és 2. függeléke szerinti szakmai nyelvismerettel kell rendelkezni. (Ez az ún. Level 4, Level 5, vagy Level 6 vizsga, az ICAO doc. 9835-nek megfelelően) A szakmai nyelvismeret szükséges még a műszeres jogosítás megszerzéséhez is.

## Külső hivatkozások
- Nemzeti Közlekedési Hatóság
- SIRESZ - Siklórepülő Szövetség